# Электрический скат Морсби
Электрический скат Морсби (лат. Benthobatis moresbyi) — вид скатов рода глубоководных электрических скатов семейства Narcinidae отряда электрических скатов. Это хрящевые рыбы, ведущие донный образ жизни, с крупными, уплощёнными грудными плавниками в форме диска и с длинным хвостом. Они способны генерировать электрический ток. Обитают в западной части Индийского океана на глубине до 1071 м. Максимальная зарегистрированная длина 39,2 см. 

## Таксономия
Впервые вид был научно описан в 1898 году. Вид назван в честь Роберта Морсби (1794—1854), капитана Королевского военно-морского флота Великобритании (1834—1838), чьи морские обзоры были хорошо знакомы всем читателям монографии Чарльза Дарвина «Строение и распределение коралловых рифов».

## Ареал
Электрические скаты Морсби обитают западной части Индийского океана у побережья Индии, Сомали и Йемена. Эти скаты встречаются на глубине 787—1071 м.

## Описание
У этих скатов тело в виде овального диска, длина которого больше ширины, и довольно толстый длинный хвост. Имеются два спинных плавника примерно одного размера с мясистыми основаниями, превышающими по длине высоту плавников. У основания грудных плавников сквозь кожу проглядывают электрические парные органы в форме почек. Дорсальная и вентральная поверхность тела окрашена в ровный коричневый цвет. Глаза покрыты кожей и не функционируют. Крупные углубления на голове, ошибочно принимаемые за глаза, на самом деле представляют собой брызгальца. На вентральной стороне по краям диска имеются люминесцирующие пятнышки, служащие приманкой. Рыло вытянутое, его длина составляет более 1/3 длины диска. Основание первого спинного плавника расположено перед задним краем основания брюшных плавников. Спинные плавники сближены между собой, расстояние между ними меньше длины их оснований. Расстояние между вторым спинным плавником и хвостовым плавником гораздо меньше длины основания второго спинного плавника. Хвостовой плавник удлинён, его длина достигает 1/2 длины хвоста. Длина хвостового плавника равна 40,4 % расстояния между клоакой и его кончиком.

## Биология
Глубоководные электрические скаты являются медлительными донными рыбами. Они способны генерировать электрический ток средней силы. Размножаются яйцеживорождением, эмбрионы вылупляются из яиц в утробе матери. Самцы достигают половой зрелости при длине 15—35 см.

## Взаимодействие с человеком
Это самый редкий из всех видов глубоководных электрических скатов. Данных для оценки Международным союзом охраны природы статуса сохранности вида недостаточно.